# Carla van Leeuwen
Carla Adolphine van Leeuwen (Caracas, 15 augustus 1955 – Willemstad, 28 augustus 1980) was een Curaçaos dichteres. Zij is, met Oda Blinder en Aletta Beaujon, een van de drie Curaçaose dichteressen, die een unieke plaats inneemt in de literatuurgeschiedenis van de Nederlandstalige poëzie.

## Biografie
Carla van Leeuwen was de dochter van Dorothy Debrot en de schrijver en dichter Boeli van Leeuwen. De broer van haar opa was Cola Debrot, dichter en schrijver. Zij had een broer en twee jongere zussen. In 1959, op vierjarige leeftijd, verhuisde zij naar Curaçao. Zij doorliep de dr. A. Schweitzerschool en Peter Stuyvesant College. Vervolgens vertrok zij naar Nederland om Spaans te studeren, maar haar verblijf was van korte duur. Terug op Curaçao vervolgt zij haar studie aan de Pedagogische Academie, terwijl zij overweegt rechten te gaan studeren. Hier begon zij poëzie te schrijven en publiceerde ze haar werken in tijdschriften, waaronder het Antilliaanse tijdschrift Kristòf. Op 24-jarige leeftijd debuteert Van Leeuwen met de collectie "Because". Deze bevatte vijftien gedichten, zeven in het Nederlands en acht in het Engels. Volgens de recensie van Enrique Muller vertegenwoordigde de collectie, zonder zelfs maar de woorden politiek, armoede, haat, strijd of uitbuiting te benoemen, een impliciete kritiek op de samenleving. Een ander thema dat veel aan bod komt in haar poëzie is de tussenpositie tussen het kind zijn en de volwassenheid. Zij worstelde zelf met haar adolescentie en vond de liefde belangrijk om akelige gevoelens te lijf te gaan. 

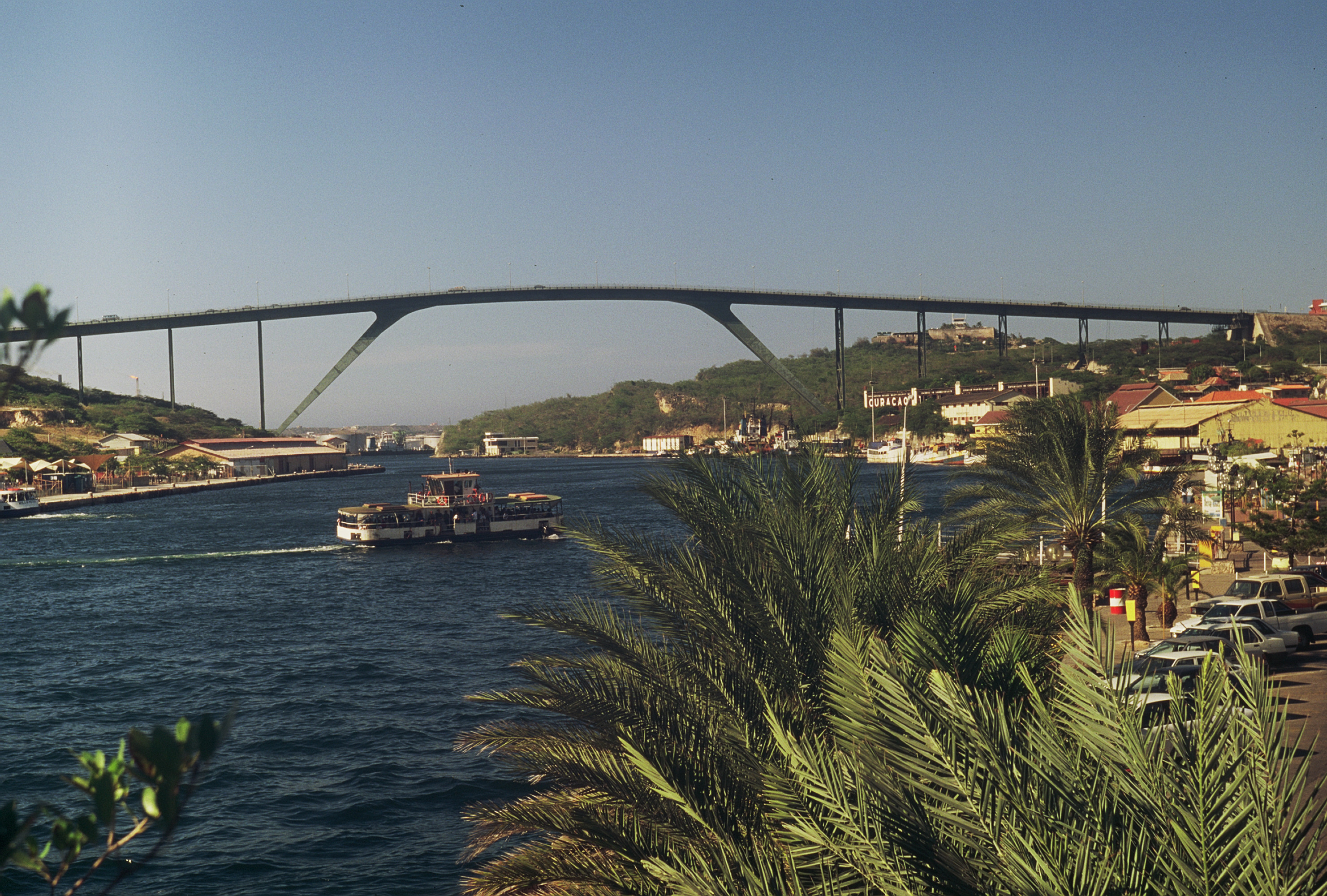
Koningin Julianabrug over Sint Annabaai.

In 1980, nog maar 25 jaar oud, maakte zij op tragische wijze een einde aan haar leven door van de Koningin Julianabrug te springen. Reden waarom haar verzameling werken beperkt bleef. In 2019 werden verschillende ongepubliceerde werken ontdekt in het familiearchief van de erven Van Leeuwen, waaronder een verzameling getiteld Interval en enkele gedichten. Door deze te combineren met haar eerste bundel verscheen in 2021 een publicatie van 44 gedichten onder de titel Because en andere gedichten.
Carla van Leeuwen was gehuwd met Cor de Boer.

## Werk
- 1979 - Because, Sticusa
- 2021 - Because en andere gedichten, Uitgeverij In de Knipscheer